# 坪乐铁路
坪乐铁路，又称坪乐支线，是位于中华人民共和国广东省乐昌市的一条已废弃的铁路线路。该线路原为粤汉铁路株洲至韶关段的一部分，修建于20世纪30年代，后又成为京广铁路的一部分，因衡广复线开通而成为支线，并于2006年废弃。此区间长53公里，沿武江峡谷东岸蜿蜒，为历年防洪抢险重点；该区间左临九峰山为深堑，右临武水为高堤。全区段有曲线131个，占区间总长的65%，其中半径小于400米的有65个，最小半径229米；如此的线路和地质条件限制了行车速度，使列车只能以40公里/小时的速度，通过此区间需花费1小时。

## 历史
1929年3月，粤汉铁路株韶段工程局在广州成立，凌鸿勋担任总工程师。凌鸿勋上任后，否定了英国工程师所制定的需要建设大量隧道的方案，将粤汉铁路走向改为绕着武江河谷一路蜿蜒，到乐昌再笔直南下韶关，从而绕开险峻的大瑶山；此方案即为坪石-乐昌区间。虽然此方案减少了工期和成本，但是本区间所经的山势险峻、地形复杂，线路的里程长、曲线半径小、坡度大。
在京广铁路改造为双线铁路时，为提高列车的运行速度，新建的大瑶山隧道成为了京广铁路新的正线，使京广铁路的运营长度缩短了14.94公里，隧道内新建的轨道也提高了列车的通过速度。然而，由于大瑶山隧道内地质构造复杂，有时甚至会影响到运营的安全，这段旧线作为战备路线被保留，以避免京广铁路的运输中断。另外，囿于当时公路交通的不足和附近的地形不便，这段旧线也成为了武江东岸居民唯一的交通通道：食物需要通过铁路运输入山，居民也需要通过线上的通勤列车来往乐昌市区，一些在大源镇上学的学生也会通过这段铁路上下学，在赶集日和春节期间还需要加开列车。1994年，乐昌峡开设了“九龙十八滩”漂流景点；随后，羊城铁路总公司（广州局集团的子公司）也利用坪乐旧线推出了旅游列车，使游客从坪石漂流到小滩上岸后，可以坐火车回到乐昌。
2002年，乐昌遭到洪水侵袭，坪乐区间部分损毁，通勤列车也被迫停运；为解决出行问题，当地一些居民自制了“铁路摩托车”，通过尚能通行的铁轨和摩托车的动力，在这段区间内来往。2006年，坪石-乐昌的旧线在猛烈的洪水冲击下严重受损，当地居民只能沿着铁路或残存的路基步行。由于铁路损毁严重，加上赣韶铁路和京广高速铁路的通车，坪乐旧线失去了作用，因此被废弃。
由于武江峡谷和瑶山一带风景秀丽，一些背包客和鐵道迷也会沿着废弃后的旧线踏青、拍照。2013年1月，乐昌峡大坝开始蓄水，在库区内被淹没的坪乐旧线就此走进历史。